# Phục bích tại Sri Lanka
Phục bích (tiếng Trung: 復辟), còn được phiên âm là phục tích hay phục tịch, nghĩa đen là "khôi phục ngôi vua" là trường hợp một quân chủ đã từ nhiệm hoặc đã bị phế truất hay từng bị lật đổ bởi các cuộc cách mạng và đảo chính trong nước, thậm chí phải lưu vong do nạn ngoại xâm nhưng sau đó khôi phục lại được ngôi vị của mình. Dưới đây liệt kê những cuộc phục bích tại Sri Lanka.

## Triều đại Vijaya
- Vattagamani Abhaya (tại vị:104 TCN-103 TCN, phục vị:88 TCN-77 TCN)

Năm 103 TCN, năm tháng sau khi trở thành vua, một Bà la môn ở Rohana tên là Tissa đã nổi loạn chống lại Vattagamani Abhaya. Cùng lúc đó, một đội quân xâm lược từ Nam Ấn Độ do bảy nhà lãnh đạo Tamils lãnh đạo đã đổ bộ vào Mahatittha, Tissa và bảy nhà lãnh đạo Tamil đều gửi tin cho Vattagamani Abhaya, bảo ông nên trao quyền lực cho họ. Vattagamani Abhaya tương kế tựu kế, ông thông báo cho Tissa rằng vương quốc sẽ là của ông ta nếu ông ta đánh bại quân đội xâm lược, chấp nhận điều này, Tissa đã cố gắng chiến đấu nhưng đã bị quân Tamils đánh bại. Sau đó, bảy nhà lãnh đạo Tamils đã tiến hành chiến tranh chống lại Vattagamani Abhaya, kết quả họ đánh bại ông trong trận chiến tại Kolambalaka. Năm người Dravidian là Pulahatta (103 TCN-100 TCN), Bahiya (100 TCN-98 TCN), Panya Mara (98 TCN-91 TCN), Pilaya Mara (91 TCN-90 TCN) và Dathika (90 TCN-88 TCN) đã lần lượt cai trị Anuradhapura trong suốt 14 năm mặc dù họ đã rơi ra với nhau trong số năm người đang cầm quyền bị giết bởi người kế vị. Về phần Valagamba Abhaya, ông trốn đến Malayarata để đảm bảo an toàn, một nhà sư tên Kuppikkala Mahatissa đã giúp đỡ ông trong công cuộc khôi phục, nhà vua đã tổ chức một đội quân lớn để tấn công Anuradhapura và đánh bại quân đội xâm lược, nhưng một sự rạn nứt giữa Vattagamani Abhaya và thuộc hạ đã khiến họ rời bỏ ông và do đó làm suy yếu quân đội. Tuy nhiên, Tăng đoàn đã mang lại một sự hòa giải và Valagamba Abhaya lại tiếp tục sự chuẩn bị của mình để tấn công Anuradhapura, vào năm 88 TCN, ông đã giành lại ngai vàng sau khi đánh bại Dathika, người cuối cùng trong số các nhà lãnh đạo xâm lược ở Tamils.

## Triều đại Moriya
- Aggabodhi III (tại vị:632, phục vị:633-643, tái phục vị:643)

Năm 632, nhà vua Aggabodhi III mới đăng cơ đã sớm bị thách thức bởi con trai của vị vua trước đó Sangha Tissa II, hoàng tử Jettathissa III. Tuy cũng gây một số tổn thất không nhỏ cho quân nổi dậy, nhưng lực lượng chính của hoàng tử Jettsthissa III thì rất khó bị đánh bại, nhà vua Aggabodhi III thất thế sau một cuộc giao tranh ác liệt, ông tìm nơi ẩn náu ở Ấn Độ, Jettha Tissa III lên ngôi. Năm 633, Aggabodhi III sớm trở lại đứng đầu một đội quân lính đánh thuê lớn của Ấn Độ, quân đội của vua Jettathissa III đã tan rã, Aggabodhi III đã lên ngôi một lần nữa đưa đất nước hòa bình trở lại. Năm 643, Đại tướng Datopatissa của vua Jettha tissa đã lãnh đạo một cuộc nổi loạn và đánh bại vua Aggabodh III, nhà vua lại phải tìm nơi ẩn náu một lần nữa ở Ấn Độ chỉ bằng chiếc vòng cổ, tướng Datasive được đưa lên ngôi với tên giả danh giả là Dathopa Tissa I. Rất nhanh, vua Aggabodhi III ở Ấn Độ đã trở lại lần thứ hai ngay trong năm đó và giành lấy ngai vàng từ Dathopa tissa I, tuy nhiên cũng ngay trong năm đó ông lại bị lật đổ bởi Dathopa Tissa I.
- Dathopa Tissa I (tại vị:643, phục vị:643-650)

Năm 643, Dathopa Tissa I vừa lên ngôi đã bị lật đổ bởi sự trở lại chóng vánh của vua cũ Aggabodhi III, nhưng ông cũng nhanh chóng giành lại được ngai vàng ngay trong năm đó.

## Vương quốc Polonnaruwa
- Lilavati (tại vị:1197-1200, phục vị:1209-1210, tái phục vị:1211-1212)

Năm 1200. nữ vương Lilavati bị cướp ngôi, người thực hiện vụ việc này là Sahass Malla, một hoàng tử của người Okkaka. Năm 1202, Sahass Malla bị tướng Ayasmantha phế truất để ủng lập Kalyanavati. Năm 1208, Dharmasoka làm vua khi còn là đứa trẻ sơ sinh mới ba tháng tuổi, sự kiện trên cũng do một tay tướng Ayasmantha đạo diễn. Đến năm 1209, quân đội Chola xâm lược Anikanga Mahadipada đã khiến cả Ayasmanta và Dhammasoka đều bị giết chết, cha Dhammasoka là Anikanga kế vị trong mười bẩy ngày, sau đó thì cựu nữ vương Lilavati trở lại ngôi báu khi Anikanga bị tướng Vikkantacamunakka ám sát. Một cuộc xâm lược khác từ Nam Ấn Độ được tiến hành từ một đội quân Damila vĩ đại bên bờ biển đối diện đã truất phế Lilavati năm 1210, lãnh đạo của nó là Lokissara, đưa toàn bộ Lanka dưới quyền của mình và trị vì, cư ngụ ở Pulatthinagara trong chín tháng. Năm 1211, Lokissara bị Parakrama phế truất, người giỏi nhất trong số những người đàn ông quyết định, có sức mạnh và lòng can đảm lớn, người khánh thành ngôi vị lần thứ ba của Lilavati trên ngai vàng. Nhưng sự kéo dài quyền lực cuối cùng này đối với nữ vương cũng chỉ diễn ra trong bảy tháng trước khi bà bị Parakrama xứ Pandya phế trừ ngôi vị vào năm 1212, Parakrama tự xưng là vua ở Rajarata, như vậy Lilavati đến đây mới chính thức biến mất khỏi hồ sơ lịch sử.

## Vương quốc Gampola
- Vijayabahu VI (tại vị:1386-1391, phục vị:1399-1411)

Năm 1391, Vijayabahu VI bị lật đổ bởi Vira Bahu II, ông trở lại nắm quyền với sự giúp đỡ của lính đánh thuê nước ngoài vào năm 1399. Vijayabahu VI cai trị cho đến năm 1411, sau đó ông đối đầu với Đô đốc nhà Minh Trịnh Hòa, kết thúc cuộc Chiến tranh Minh-Kotte, ông bị bắt đến Trung Quốc, và được thả về nước một năm sau đó nhưng chỉ còn là phế vương vì người Minh đã lập Parakramabahu Epa lên ngôi.

## Vương quốc Jaffna
Triều đại Aliya Buchanah Roval:
- Kangasuriya Singai Aryan (tại vị:1440-1450, phục vị:1467-1478)

Năm 1450, Kangasuriya Singai Aryan bị phế truất bởi Sapumal Kumaraya, một thủ lĩnh quân sự do Parakramabâhu VI gửi từ Vương quốc Kotte đối địch ở miền nam. Kanakasooriya Singai Aryan đã trốn thoát đến Madurai ở Nam Ấn cùng với hai con trai của mình, Sapumal Kumaraya cai trị Vương quốc Jaffna với tư cách là một vị vua phụ và thậm chí còn đúc tiền theo truyền thống của đồng tiền Setu, đồng tiền bản địa của Vương quốc Jaffna. Sau cái chết của Parakramabahu VI vào năm 1467, Sapumal Kumaraya rời Nallur, thủ đô mà ông ta đã xây dựng cho Kotte để tham gia vào một cuộc đấu tranh để kế thừa ngai vàng ở Kotte. Mặc dù Sapumal Kumaraya đã chiến thắng và cai trị Kotte với vương hiệu Bhuvanaikabahu VI, nhưng không thể ngăn chặn Kangasuriya Singai Aryan và hai con trai của ông trở về từ Madurai phục vị, đi kèm với lính đánh thuê ngoại quốc để tái chiếm Vương quốc Jaffna.

## Vương quốc JaffnavàVương quốc Kotte
- Bhuvanaikabahu VI (tại vị:1450–1467, phục vị:1472–1480)

Năm 1467, sau 17 năm thống trị Vương quốc Jaffna, Bhuvanaikabahu VI rời khỏi xứ này để trở về Vương quốc Kotte của mình nhằm đấu tranh quyền lực sau cái chết của vua Parâkramabâhu VI, cựu vương của Jaffna là Kanakasooriya Cinkaiariyan nhân cơ hội đem quân về khôi phục đất nước. Còn về phần Bhuvanaikabahu VI, ông phải tham gia và cuộc chiến cam go khốc liệt chống lại vị vua đương nhiệm của vương quốc Kotte là Vira Parakramabahu, kết quả ông giành chiến thắng quyết định vào năm 1472 và đoạt lấy ngai vàng.

## Triều đại Kandy Nayakar
- Sri Vikrama Rajasimha (tại vị:1798-1803, phục vị:1803-1815)

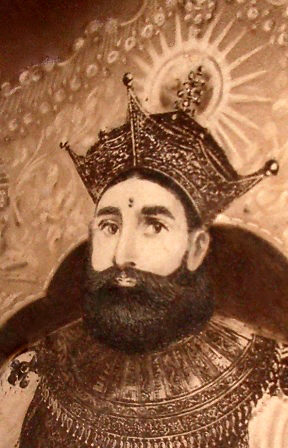
Sri Vikrama Rajasimha

Ngay từ khi lên ngôi, Sri Vikrama Rajasinha đã phải đối mặt với nhiều âm mưu lật đổ, ông là vị vua trị vì qua một trong những thời kỳ hỗn loạn nhất lịch sử Sri Lanka. Bấy giờ, người Anh đã thành công khi đàm phán với người Hà Lan ở các tỉnh hàng hải đã không can thiệp vào chính trị của Kandy, nhưng Pilimirthauwa, Adigar đầu tiên của nhà vua, bắt đầu các hoạt động bí mật với người Anh để kích động nhà vua thực hiện các hành động xâm lược, điều này sẽ cho người Anh một cái cớ để chiếm lấy Vương quốc. Adigar đã thao túng nhà vua để bắt đầu một cuộc xung đột quân sự với người Anh, người đã giành được vị trí vững chắc ở các tỉnh ven biển, chiến tranh được tuyên bố và vào ngày 22 tháng 3 năm 1803, người Anh tiến vào Kandy mà không gặp phải sự kháng cự nào, Sri Vikrama Rajasinha phải bỏ trốn. Không lâu sau, lực lượng trung thành với Sri Vikrama Rajasimha đã đánh tan quân đồn trú của Anh ở Kandy vào tháng 6 và khôi phục nhà vua lên ngôi, nhưng Pilimitalava lại âm mưu lật đổ nhà vua và tự mình giành lấy vương miện, âm mưu của ông này đã bị phát hiện, bị bắt đem ra xử tử. Cháu trai Pilimitalava là Ehelepola Nilame quật khởi để trả thù nhưng bị thất bại, ông này chạy trốn đến lãnh thổ do Anh kiểm soát, thuyết phục người Anh rằng chế độ chuyên chế của Sri Vikrama Rajasinha xứng đáng được can thiệp quân sự. Cái cớ được cung cấp bởi sự bắt giữ của một số thương nhân người Anh, những người đã bị giam giữ vì nghi ngờ làm gián điệp và bị tra tấn, giết chết một số trong số họ. Một cuộc xâm lược quy mô lớn đã được gắn kết và tiến tới Kandy mà không gặp phải sự kháng cự nào, đến thành phố vào ngày 10 tháng 2 năm 1815, vào ngày 2 tháng 3, vương quốc đã được nhượng lại cho người Anh theo một hiệp ước gọi là Công ước Kandyan.